# Serge Barbuscia
 (janvier 2019).
Serge Barbuscia est un acteur, auteur et metteur en scène français. 
Il dirige et anime le Théâtre du Balcon à Avignon qu'il a fondé en 1983.

## Biographie
Serge Barbuscia commence le théâtre dans les quartiers nord de Marseille où il a grandi. En 1976, il crée à Marseille avec sa sœur Eva Barbuscia sa compagnie les coulisses Nords-théâtre de la plaine, dont la démarche artistique est orientée vers le jeune public et la famille. En 1978, il suit pendant un an l’enseignement de Jacques Lecoq, puis réintègre le théâtre de la plaine à Marseille jusqu'en 1982.

### Le Théâtre du Balcon
C’est en 1983 qu’il décide de s’installer en Avignon, pour y créer sa compagnie éponyme. il fonde alors dans une ancienne cave à vin du centre historique d’Avignon le Théâtre du Balcon, avec le projet d’y affirmer une activité permanente. Serge Barbuscia aime et crée des textes de poètes engagés, il interprète Hugo, Lorca, Neruda, Levi … Il reste par ailleurs curieux et attentif aux écritures contemporaines et à la découverte d'oeuvre inédites d'auteurs vivants tels que Hélène Pedneault, Alain Monnier, Christian Petr, Jean-Benoit Patricot, Hugo Horiot… Il a dirigé à ce jour plus de 30 créations en France et à l'étranger .
Il a été pendant 4 ans (2009-2013) membre de la commission pour la bourse à l'écriture Beaumarchais SACD.

## Auteur, adaptateur, interprète et metteur en scène

### Théâtre
Texte (1) Interprète (2) Mise en scène (3) Adaptation (4)
- 1975 : Eterniterre  les coulisses nord  Marseille. (1/2/3/4)
- 1976 : Le Roman de Renart, adaptation théâtrale (2/3/4)
- 1978 :  La poupée des paysans tirés de contes persans (3/4)
- 1982 :  Les dandys de la gadoue (1/2/3/4)[4]
- 1983 : Le cheval jument, texte inédit de Fernando Arrabal[5] (2/3/4)
- 1984 : contes pour enfants pas sages, Jacques Prévert (2/3)
- 1985 : Meeting au gout sauvage (2/4)
- 1986 : Votez pour moi (2/3/4)[6]
- 1987 : La goutte de Guy foissy (2/3)
- 1988 : Le Horla de Guy de Maupassant (2/3/4)
- 1989 : Monsieur Plume plis au pantalon, tournées en Belgique, Pologne, Corée du sud, Japon, Chine (2/3)
- 1990 : La faute de l'abbé Mouret d'après Zola, co-produit avec l'Espace Michel Simon de Noisy-le-Grand et le Jeune Théâtre National (JTN). (3/4)
- 1992 : Christophe Colomb, sans raison, ni mathématique, ni mappemonde créé à l'exposition Universelle de Séville. (1/2/3/4)
- 1993 : La Déposition d'Hélène Pedneault au Palais de Justice d'Avignon, qui a reçu l'aide à la création du Ministère de la Culture. Tournées dans plusieurs Palais de Justice pour la saison 93/94.(2/3)
- 1995 : Fin de service d'Yves Garnier au Festival d'Avignon, co-produit par la Fondation Beaumarchais et le théâtre Le Village de Neuilly-sur-Seine. Spectacle sélectionné sur le Paquebot France pour sa dernière traversée Historique New-York/Le Havre (2/3)
- 1996 : Victor Hugo le Visionnaire : d’après des textes de Victor Hugo, avec un Orchestre Symphonique et une chanteuse Mezzo Soprano. Spectacle retenu par Amnesty International pour le Cinquantenaire de la Déclaration des droits de l'Homme et par l'Île de la Réunion pour les cérémonies officielles du 150ème anniversaire de l'abolition de l'esclavage. (2/3/4)
- 1996 : Signé Parpot d'après Alain Monnier. (2/3/4)
- 1997 : Théorie de jeu du Duende d’après Federico Garcia Lorca. (2/3/4)
- 2000 : Le Dernier Bouffon[7], d'après un texte de Philippe Coulomb. Création retenue par Avignon Ville Européenne de la Culture en l'An 2000. Texte soutenu par Beaumarchais (2/3/4)
- 2002 : Aimer c’est Agir, d'après des textes deVictor Hugo. (2/3/4)
- 2003 : Voleurs de Vie, d’après le livre de Christian Petr. (2/3/4)
- 2004 : Tango Neruda, d’après des poèmes de Pablo Neruda, musique d’Astor Piazzolla, et images de Pablo Picasso.(2/3/4)
- 2004 : Wagon, divaguons, d’après des poèmes de Pablo Neruda, joué en Gare d’Avignon centre. (2/3/4)[8]
- 2005 : Cabaret Républicain, petit abrégé historique en textes, chansons et musiques sur le thème de la Séparation des Eglises et de l’Etat.(2/3/4)
- 2007 : Rendez vous au Chat Noir, nouvelle « version » du Cabaret Républicain, Barbuscia (/2/3/4)
- 2007 : Les tableaux d’une exposition de Modeste Moussorgski, conçu et interprété par Serge Barbuscia, avec le Quintette à vents du Grand Avignon. (1/2/3/4)
- 2007 : En quête vers le polar Conception et interprétation. Joué en Gare d'Avignon-Centre dans un wagon de marchandises.(1/2/3/4)
- 2008 : Le Roi David, de Arthur Honegger en collaboration avec l’Orchestre Lyrique de Région Avignon Provence, dirigé par Jonathan Schiffman. (2)[9]
- 2008 : Le Secret du Pont d’Avignon Conception et interprétation. En collaboration avec l’Orchestre Lyrique de Région Avignon Provence, dirigé par Jonathan Schiffman. (1/2/3/4)
- 2009 : La Disgrâce de Jean Sébastien Bach de Sophie Deschamps et Jean François Robin. (2/3/4)
- 2009 : J’ai soif Conception et interprétation. Musique Joseph Haydn – Texte de Primo Levi. (2/3/4)
- 2011 : Bats l'enfance d'Adeline Picault (3/4)[10]
- 2012 : Droit dans le mur (2/3/4)
- 2013 : Ani Maamin d'après un texte d'Elie Wiesel, musique sacrée en Avignon (2)[11]
- 2013 : La Conférence des Oiseaux Texte de Jean Claude Carrière (2/3/4)
- 2014 : Chants d'exil Textes et chansons de Bertolt Brecht - Mise en scène : Serge Barbuscia (2/3/4)
- 2015 : Marche de Christian Petr. Adaptation et mise en scène Serge Barbuscia (2/3/4)
- 2016 : Pompiers de Jean Benoit Patricot mise en scène Serge Barbuscia (2/3/4)
- 2018 : Le livre de Job, musique sacrée Festival d'Avignon (2/4)[12]
- 2018 : J’entrerai dans ton silence textes de Hugo Horiot et Francoise Lefèvre – (2/3/4)[13]
- 2018 : Comment j'ai dressé un escargot sur tes seins de Matei Visniec (3)[14]

### Télévision
- 1985 : Le Paria, Denys de la Patellière.
- 1987 : Passe temps, Jose Maria Berzoza.
- 1990 : Un privée au soleil, Pierre Aknine[15].
- 1996 : Le Juste, Franck Appréderis[16].
- 2012 : Paris la Ville à remonter le temps, Xavier Lefebvre[17].
- 2012 : Main courante, Jean Marc Thérin[18].

### Cinéma
- 1986 : Corps et bien, Benoît Jacquot[19]

## Récompenses
- Monsieur Plume plis au pantalon d'Henri Michaux. Prix du Off Festival d'Avignon 1989[25].
- Remise d'une plaque de remerciement par le Ministre Coréen de la Culture, des Sports et du Tourisme M. KIM Jong-Deok à Serge Barbuscia en témoignage de leur gratitude à la contribution du Théâtre du Balcon et de la Cie Serge Barbuscia à la réussite de la manifestation de l'Année France - Corée 2015-2016[26]